# Chromidotilapia
Chromidotilapia – rodzaj słodkowodnych ryb okoniokształtnych z rodziny pielęgnicowatych (Cichlidae). Jest typem nomenklatorycznym plemienia Chromidotilapiini.

## Występowanie
Zachodnia Afryka.

## Klasyfikacja
Gatunki zaliczane do tego rodzaju:
- Chromidotilapia cavalliensis
- Chromidotilapia elongata
- Chromidotilapia guntheri – barwniak Günthera[3]
- Chromidotilapia kingsleyae – barwniak Kingsleja[3]
- Chromidotilapia linkei
- Chromidotilapia mamonekenei
- Chromidotilapia melaniae
- Chromidotilapia mrac
- Chromidotilapia nana
- Chromidotilapia regani
- Chromidotilapia schoutedeni

Gatunkiem typowym rodzaju jest Chromidotilapia kingsleyae.